# Leonel Saint-Preux
Leonel Saint-Preux (ur. 12 marca 1985 w Cap-Haïtien) – haitański piłkarz występujący na pozycji napastnika.

## Kariera klubowa
Saint-Preux karierę rozpoczynał w 2004 roku w zespole Zénith. W 2009 roku odszedł do amerykańskiej drużyny Minnesota Thunder z USL First Division. Spędził tam sezon 2009, w ciągu którego rozegrał tam 23 spotkania i zdobył 2 bramki. W 2010 roku występował w Austin Aztex FC z USSF Division 2 Professional League. Następnie grał w haitańskim Victory SC, malezyjskiej drużynie FELDA United, tanzańskim Azamie oraz w bangladeskich zespołach Sheikh Jamal Dhanmondi i Chittagong Abahani, a w 2018 roku przeszedł do dominikańskiego Atlético Vega Real.
Wraz z Sheikh Jamal Dhanmondi w 2015 roku zdobył mistrzostwo Bangladeszu oraz Puchar Bangladeszu.

## Kariera reprezentacyjna
W reprezentacji Haiti Saint-Preux zadebiutował w 2004 roku. W 2009 roku został powołany do kadry na Złoty Puchar CONCACAF. Zagrał na nim w meczach z Hondurasem (0:1), Grenadą (2:0), Stanami Zjednoczonymi (2:2) i Meksykiem (0:4), a Haiti zakończyło turniej na ćwierćfinale.